# Raimund von Gibelet (Kämmerer)
Raimund von Gibelet (frz. Raymond de Giblet; * nach 1214; † nach September 1238) war Kämmerer des Fürstentums Antiochia.
Er war der zweitgeborene Sohn des Guido I. Embriaco, Herr von Gibelet in der Grafschaft Tripolis. Seine Mutter war Alix von Antiochia, eine Tochter des Fürsten Bohemund III.
Sein älterer Bruder Heinrich I. beerbte seinen Vater als Herr von Gibelet. Raimund wurde Kämmerer von Antiochia.